# Vederfølner
 Denne artikel bør gennemlæses af en person med fagkendskab for at sikre den faglige korrekthed.

Vederfølner var en dansk nationalkonservativ politisk forening, der eksisterede 2007-13. Medlemstallet var ukendt, men organisationen blev på et tidspunkt regnet for at være en af de største på den radikale højrefløj.
Foreningen blev dannet i Århus i 2007 og havde navn efter en høg i nordisk mytologi, Vedfolner. I lighed med høgen ønskede Vederfølner at holde øje med Danmark. Vederfølner var modstander af det multikulturelle samfund og af islamisering, og arbejdede ifølge sin egen hjemmeside i stedet for at bevare dansk kulturarv, sprog og identitet. Som følge heraf ønskede foreningen at hjemsende herboende udlændinge fra ikke-vestlige lande.. Man ønskede desuden at afskaffe både blasfemi- og racismeparagraffen i Straffeloven.
Trods bestræbelser på at fremstå 'pænere' end Dansk Front havde Vederfølner ifølge Redox tætte relationer til AGF-hooligangruppen White Pride. Flere personer skulle angiveligt have været aktive flere steder. Det gjaldt bl.a. et medlem, der i 2008 blev varetægtsfængslet for hærværk mod Enhedslistens lokaler i Århus. Personen blev efterfølgende ekskluderet af foreningen.[kilde mangler]
Formand for foreningen var Lars Grønbæk Larsen, der tidligere havde haft tillidsposter i Fremskridtspartiet og været formand for De National-Liberale. Han har desuden været kandidat til Region Syddanmark for Frit Danmark - Folkebevægelsen mod indvandringen. Larsen anbefalede i september 2009 borgere i Nyborg Kommune at stemme på Bente Damhave fra Dansk Folkeparti. Da denne ikke tog tilstrækkelig afstand fra Lars Grønbæk Larsen og Vederfølner, fik det ledelsen i Dansk Folkeparti til at true Damhave med eksklusion.
10. november 2013 valgte Vederfølner at nedlægge sig selv, angiveligt som følge af manglende tilslutning og et stigende udbud af alternative, mere aktive organisationer.